# Xã Richland, Quận Grant, Indiana
Xã Richland (tiếng Anh: Richland Township) là một xã thuộc quận Grant, tiểu bang Indiana, Hoa Kỳ. Năm 2010, dân số của xã này là 966 người.